# Marcel Bonin (Eishockeyspieler)
Joseph Jacques Marcel Bonin (* 17. September 1931 in Montreal, Québec; † 19. Januar 2025) war ein kanadischer Eishockeyspieler, der im Verlauf seiner aktiven Karriere zwischen 1950 und 1962 unter anderem 504 Spiele für die Detroit Red Wings, Boston Bruins und Canadiens de Montréal in der National Hockey League auf der Position des linken Flügelstürmers bestritten hat. Während seiner acht Spielzeiten in der NHL gewann Bonin insgesamt viermal den Stanley Cup – davon einmal im Jahr 1955 mit den Detroit Red Wings sowie drei weitere Male zwischen 1958 und 1960 mit den Canadiens de Montréal. Darüber hinaus nahm er insgesamt sechsmal am NHL All-Star Game teil.

## Karriere
Bonin verbrachte seine Juniorenzeit bis 1951 bei den Cyclones de Joliette und Flambeaux de Trois-Rivières in der Ligue de hockey junior du Québec, ehe er 1951 nach der Wahl ins Second All-Star Team in den Profibereich wechselte. Der kleine, aber kräftige Stürmer war zunächst in der Ligue de hockey senior du Québec aktiv. Nach zwei Spielen für die Shawinigan-Falls Cataracts stand er mit Beginn der Saison 1951/52 im Kader der As de Québec.
Nachdem Bonin dort in seiner Rookiespielzeit mit 51 Scorerpunkten in 60 Spielen zu überzeugen gewusst hatte, wurde er den As kurz nach dem Start des folgenden Spieljahres von den Detroit Red Wings aus der National Hockey League abgekauft. Im Verlauf der Saison kam der Franko-Kanadier sowohl bei den St. Louis Flyers in der American Hockey League als auch bei Detroit in der NHL zu Einsätzen. Dennoch gelang es ihm nicht, sich in der NHL zu etablieren. Die Spielzeit 1953/54 verbrachte der Flügelspieler bei den Sherbrooke Saints aus der Ligue de hockey senior du Québec und den Edmonton Flyers aus der Western Hockey League, während er für die Red Wings nur eine Partie bestritt und so auch nicht zum Kader gehörte, der am Ende der Stanley-Cup-Playoffs 1954 die gleichnamige Trophäe gewann. Erst zur Saison 1954/55 gelang Bonin der Durchbruch in der NHL und er verbrachte die gesamte Spielzeit dort, womit er am Saisonende seinen ersten Stanley-Cup-Triumph mit den Detroit Red Wings feiern konnte.
Im Juni 1955 war Bonin Bestandteil einer der größten Transfers der Dekade, als er einer von neun Spielern war, die in Handel zwischen den Detroit Red Wings und Boston Bruins involviert waren, der Terry Sawchuk von Detroit nach Boston wechseln sah. Neben Sawchuk und Bonin wechselten auch Vic Stasiuk und Lorne Davis nach „Beantown“, während Ed Sandford, Réal Chevrefils, Norm Corcoran, Gilles Boisvert und Warren Godfrey den entgegengesetzten Weg nach Detroit antraten. Bei den Boston Bruins sah sich Bonin zunächst auch im NHL-Aufgebot, jedoch wurde er zur Saison 1956/57 an die As de Québec ausgeliehen, für die er zuletzt vier Jahre zuvor aufgelaufen war. Mit den As sicherte er sich als eine der Stützen des Teams am Ende der Spielzeit die Meisterschaft der LHSQ.
Die Karriere des Angreifers nahm im Juni 1957 aber eine erneute Wende, als er im Inter-League Draft von den Canadiens de Montréal ausgewählt wurde und dadurch sowohl in seine Geburtsstadt als auch in die NHL zurückkehrte. An der Seite von Jean Béliveau und Bernie Geoffrion lieferte der für seinen aggressiven Spielstil bekannte Bonin das nötige Erfolgselement der Sturmreihe bei. In der Folge gewann er mit der Mannschaft in den Jahren 1958, 1959 und 1960 dreimal in Folge den Stanley Cup. Insbesondere zum Cup-Gewinn 1959 leistete Bonin einen nicht unerheblichen Anteil, als er die verletzten Torjäger Maurice Richard und Bernie Geoffrion in den Playoffs ersetzte und mit zehn Treffern bester Torschütze der gesamten Playoffs war. Nach den drei Stanley-Cup-Erfolgen verbrachte der Stürmer noch eineinhalb Spieljahre bei den Habs, ehe er im Februar 1962 seine Karriere abrupt beenden musste. Aufgrund einer in einem Spiel gegen seine Ex-Mannschaft aus Detroit erlittenen Rückenverletzung nach einem Zusammenprall mit Pete Goegan zog er sich im Alter von 30 Jahren aus dem aktiven Profisport zurück.

## Erfolge und Auszeichnungen
| - 1951 LHJQ Second All-Star Team - 1954 Teilnahme am NHL All-Star Game - 1955 Stanley-Cup-Gewinn mit den Detroit Red Wings - 1957 Meister der LHSQ mit den As de Québec - 1957 LHSQ First All-Star Team - 1957 Teilnahme am NHL All-Star Game - 1958 Stanley-Cup-Gewinn mit den Canadiens de Montréal | - 1958 Teilnahme am NHL All-Star Game - 1959 Stanley-Cup-Gewinn mit den Canadiens de Montréal - 1959 Bester Torschütze der Stanley-Cup-Playoffs - 1959 Teilnahme am NHL All-Star Game - 1960 Stanley-Cup-Gewinn mit den Canadiens de Montréal - 1960 Teilnahme am NHL All-Star Game |

## Karrierestatistik
(Legende zur Spielerstatistik: Sp oder GP = absolvierte Spiele; T oder G = erzielte Tore; V oder A = erzielte Assists; Pkt oder Pts = erzielte Scorerpunkte; SM oder PIM = erhaltene Strafminuten; +/− = Plus/Minus-Bilanz; PP = erzielte Überzahltore; SH = erzielte Unterzahltore; GW = erzielte Siegtore; 1 Play-downs/Relegation; Kursiv: Statistik nicht vollständig)